# Brian Irvin
Brian Irvin (* 30. Juli 1970) ist ein ehemaliger US-amerikanischer Leichtathlet, der sich auf den Sprint spezialisiert hat. Seinen größten Erfolg feierte er mit dem Gewinn der Goldmedaille in der 4-mal-400-Meter-Staffel bei den Hallenweltmeisterschaften 1993 in Toronto.

## Sportliche Laufbahn
Brian Irvin absolvierte ein Studium an der East Carolina University und wurde 1990 NCAA Hallenmeister im 400-Meter-Lauf. 1991 siegte er mit der US-amerikanischen 4-mal-400-Meter-Staffel in 3:04,20 min bei der Sommer-Universiade in Sheffield und 1993 siegte er bei den Hallenweltmeisterschaften in Toronto in 3:04,20 min gemeinsam mit Darnell Hall, Jason Rouser und Mark Everett. 1995 beendete er dann seine aktive sportliche Karriere im Alter von 25 Jahren.

## Persönliche Bestzeiten
- 200 Meter: 20,51 s, 26. Mai 1993 in Fairfax
- 400 Meter: 45,28 s, 5. Juni 1992 in Austin
  - 400 Meter (Halle): 46,31 s, 10. März 1990 in Indianapolis